# (9202) 1993 PB
1993 بي بي (ويعرف أيضًا باسم (9202) 1993 بي بي وفق تسمية الكوكب الصغير) (بالإنجليزية: 1993 PB)‏ هو كويكب ضمن حزام الكويكبات؛ وترتيبه 9202 من حيث الاكتشاف.
اكتُشف هذا الجُرم الفلكي بواسطة سبيس واتش في 13 أغسطس 1993.

## وصلات خارجية
- (9202) 1993 PB في قاعدة بيانات مختبر الدفع النفاث لأجرام النظام الشمسي الصغيرة

- الاكتشاف · مخطط المدار ·  العناصر المدارية · المعلمات المادية

- (9202) 1993 PB على موقع ويكي سكاي: DSS2, SDSS, GALEX, IRAS, Hydrogen α, X-Ray, Astrophoto, Sky Map, Articles and images